# Universitätsbibliothek der Freien Universität Berlin
Die Universitätsbibliothek der Freien Universität Berlin umfasst die Zentralbibliothek, alle Fachbibliotheken und das Universitätsarchiv. Sie schafft verlässlichen Zugang zu Daten, Informationen und Wissen, u. a. durch die Bereitstellung von
- über 7 Millionen Medien (Bücher, E-Books, Zeitschriften, Datenbanken usw.)
- zentralen Systemen wie der Rechercheplattform Primo und dem Repositorium Refubium sowie
- gut 3600 Einzel- und Gruppenarbeitsplätzen auf dem Campus.

Die Universitätsbibliothek versorgt an 14 Standorten rund 37.500 Studierende und 4000 Wissenschaftler mit Information, Literatur und Services für Forschung, Lehre und Studium.

## Standorte der Universitätsbibliothek
Die Universitätsbibliothek umfasst 13 Bibliotheksstandorte und das Universitätsarchiv:
- Zentralbibliothek
- Campusbibliothek
- Philologische Bibliothek
- Fachbibliothek Rechtswissenschaft
- Fachbibliothek Wirtschaftswissenschaft
- Fachbibliothek Sozialwissenschaften und Osteuropastudien
- Fachbibliothek Nordamerikastudien
- Fachbibliothek Geschichts- und Kunstwissenschaften
- Fachbibliothek Geowissenschaften
- Fachbibliothek Biologie am Botanischen Garten
- Fachbibliothek Veterinärmedizin
- Zweigbibliothek Theaterwissenschaft
- Zweigbibliothek Meteorologie
- Universitätsarchiv

## Geschichte der Zentralbibliothek
Die Zentralbibliothek wurde am 1. März 1952 unter der Bezeichnung Universitätsbibliothek gegründet. Der Gründungsdirektor und langjährige Leiter der Bibliothek war der Germanist Wieland Schmidt.
1954 erhielt die Bibliothek ein eigenes Gebäude (Architekten: Franz-Heinrich Sobotka und Gustav Müller). Die Baukosten für das auf Beschluss des Akademischen Senats „Henry-Ford-Bau“ genannte Gebäude und für die mit ihm verbundene Universitätsbibliothek wurden von der US-amerikanischen Ford Foundation getragen.
Nach schwierigen Anfangsjahren mit geringem Erwerbungsetat konnte aufgrund der Empfehlungen des Wissenschaftsrats der Bestand der Universitätsbibliothek stärker ausgebaut werden. Von 1965 bis Ende 1994 hatte die UB zudem die Funktion einer Pflichtexemplarbibliothek für in West-Berlin erschienene Publikationen. 1967 wurde mit Hilfe der Stiftung Volkswagenwerk eine Lehrbuchsammlung eingerichtet, in der bereits 1973 ein erstes elektronisches Ausleihsystem eingesetzt wurde. 1976 wurde ein zweiter Magazinturm fertiggestellt, der den stetig wachsenden Bestand aufzunehmen hatte.
Hauptaufgaben der Zentralbibliothek heute sind die Bereitstellung von elektronischen Medien sowie die Betreuung des Bibliotheksportals Primo und der Digitalen Bibliothek für alle Standorte. Über das Discover and Delivery System Primo wird den Nutzerinnen und Nutzern Zugriff auf einen Megaindex mit über 900 Mio. Titeln extern gehosteter akademischer Forschungsliteratur ermöglicht.
Sie berät und schult Studierende, Lehrende und Forschende bspw. zur Literaturrecherche, zum wissenschaftlichen Schreiben und zu weiteren Themen wie KI, Open Access und Forschungsdatenmanagement.

## Bestände der Zentralbibliothek
Die Zentralbibliothek ist die zentrale Ausleihbibliothek der Freien Universität Berlin. Von insgesamt über 7 Mio. Medien an der UB der FU Berlin befinden sich etwa 1,9 Mio. in der Zentralbibliothek. Es handelt sich um Literatur aller Wissenschaftsdisziplinen.
Das Angebot der Zentralbibliothek an elektronischen Medien umfasst ca. 54.000 E-Zeitschriften, 1,7 Millionen E-Books (inkl. DFG-Nationallizenzen) und 2000 Datenbanken. Deren Anschaffung wird überwiegend hochschulübergreifend über das Friedrich-Althoff-Konsortium (FAK) organisiert.
Ein besonderer Sammelschwerpunkt war und ist die Literatur zur Sozialismus-Forschung. Den Grundstock hierfür bildet die Spezialsammlung des schlesischen Industriellen und Sozialdemokraten Max Stein (1871–1952), die sogenannte „Bibliothek Stein“. 1979 kam die Sammlung des Berliner Sozialisten Alfred Weiland hinzu.
In den Bestand übernommen wurden außerdem eine Reihe von Gelehrtenbibliotheken, darunter die des Historikers Friedrich Meinecke, des Theologen Helmut Gollwitzer und des Romanisten Walter Pabst.
Die Bibliothek hatte bis Ende 2020 den Status einer „United Nations Depository Library“ (seit 1956) und eines Europäischen Dokumentationszentrums (seit 1963) und sammelte die Veröffentlichungen und Dokumente der Vereinten Nationen und der Europäischen Union / Europäischen Gemeinschaft.
Die Bibliothek bietet Zugang zu bedeutenden Oral-History-Archiven mit audiovisuellen lebensgeschichtlichen Interviews zu verschiedenen Themen und Epochen, u. a. mit Überlebenden des Nationalsozialismus. Lernanwendungen und Online-Ausstellungen. Publikationen und Veranstaltungen unterstützen die Nutzung dieser Interviewarchive in Forschung und Lehre, Bildung und Gedenkstätten. Das Interviewportal "Oral-History.Digital" macht Interviewarchive verschiedener Institutionen sammlungsübergreifend recherchierbar. Die Digitalen Interview-Sammlungen der Freien Universität Berlin sind damit eines der wichtigsten Oral History-Zentren in Deutschland. 